# Bourg Saint-Martin-des-Champs

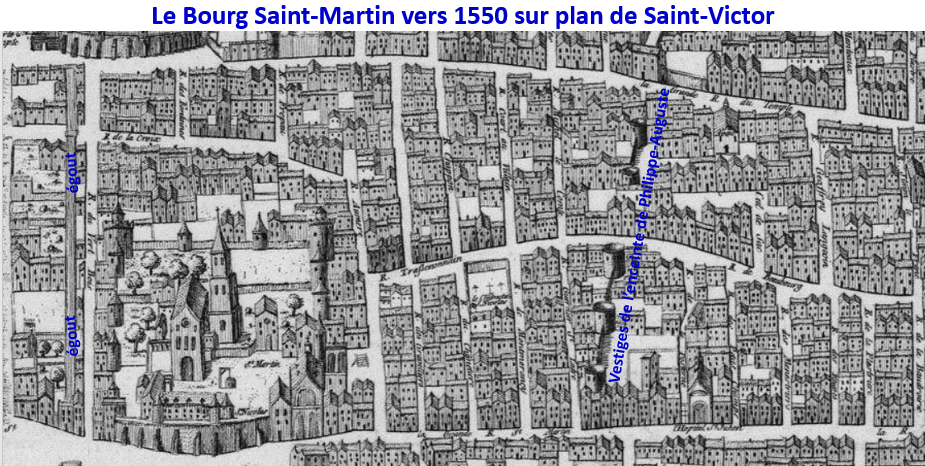
Předměstí na plánu Paříže kolem roku 1550

Bourg Saint-Martin-des-Champs (tj. Předměstí svatého Martina v Polích) byla středověká čtvrť v severozápadní části Le Marais v Paříže, která se rozkládala v prostoru dnešních čtvrtích Arts-et-Métiers a Sainte-Avoye ve 3. obvodu. Vznikla při rozdělení panství kláštera Saint-Martin-des-Champs.

## Historie
Panství kláštera Saint-Martin darované roku 1060 králem Jindřichem I. se rozkládala od západu na východ mezi ulicemi Rue Saint-Martin a Rue du Temple, od severu k jihu, od městských stok, které vedly počátkem 17. století od dnešní Rue Notre-Dame-de-Nazareth k hranici s farností kostela svatého Mederika za městskými hradbami Filipa II. Augusta poblíž dnešního Centre Georges Pompidou. Původně zemědělská oblast se změnila na předměstí řemeslníků na okraji klášterního panství a posléze vedla k vytvoření farnosti kostela Saint-Nicolas-des-Champs. V roce 1119 vznikla modlitebna (kaple), roku 1184 byl jmenován samostatný farář a v roce 1220 byl založen hřbitov. Od počátku 13. století zde vznikaly úzké ulice kolmé k nejstarším osám Rue Saint-Martin a Rue du Temple: Rue au Maire, Rue des Gravilliers, Rue Chapon či Rue de Montmorency. Tyto ulice vznikly na starých viničních cestách. Na konci 13. století se populace farnosti Saint-Nicolas-des-Champs odhaduje na 11 750 obyvatel z celkového počtu asi 200 000 obyvatel Paříže. Ve 14. a 15. století vznikly nové ulice severně a východně od území kláštera (dnešní Rue Volta), Rue des Fontaines-du-Temple a Rue du Vertbois.

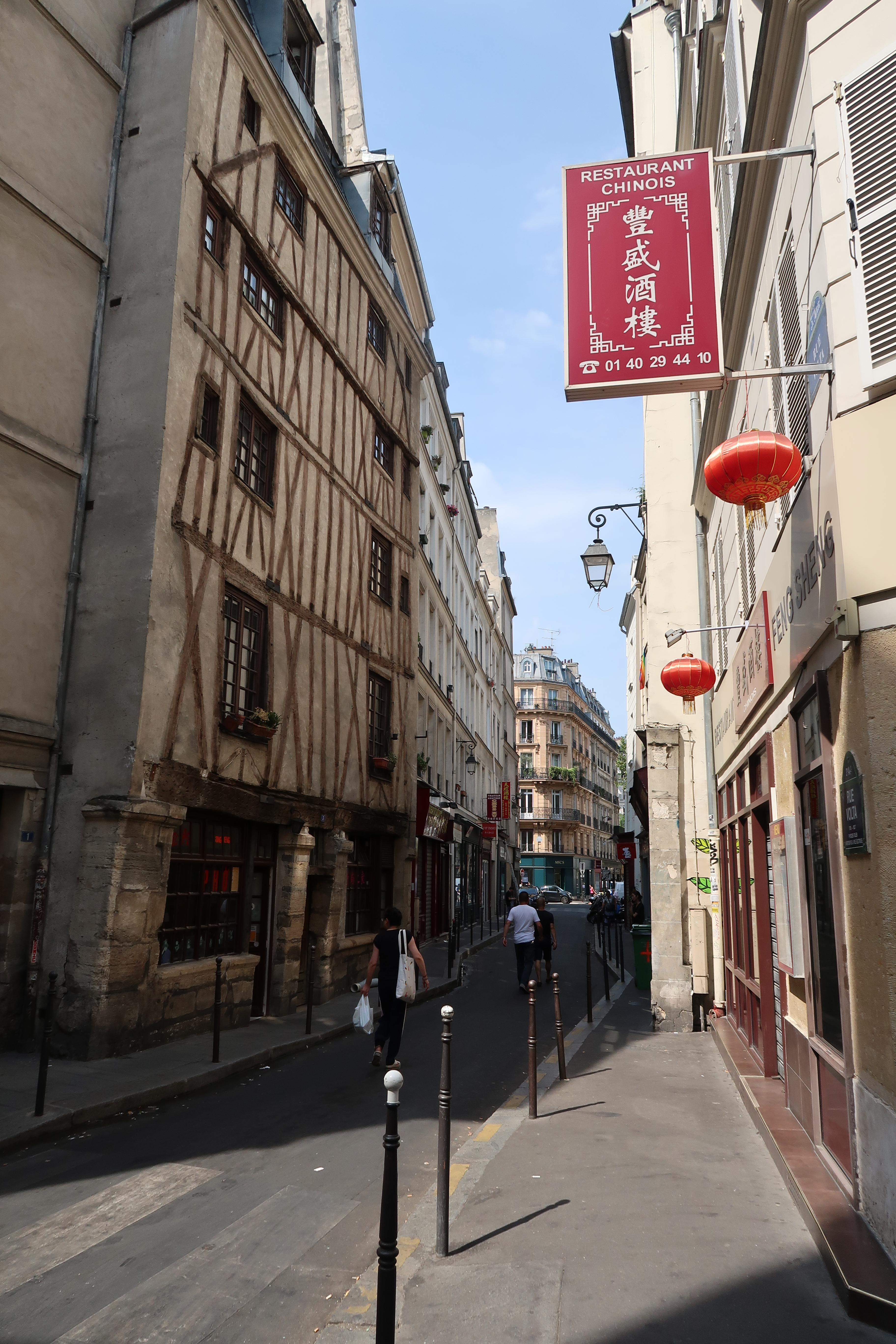
Rue Volta

Čtvrť byla během ancien régime a obzvláště v první polovině 19. století jednou z nejhustěji obydlených částí hlavního města s mnoha úzkými ulicemi. Území středověké čtvrti odpovídá přibližně aktuálním administrativním čtvrtím Sainte-Avoye a Arts-et-Métiers. Obyvatelstvo těchto dvou čtvrtí čítalo při sčítání lidu v roce 1861 69 834 obyvatel. Během přestavby Paříže ve 2. polovině 19. století několik ulic zmizelo, většina byla více méně rozšířena a dvě hlavní ulice Rue Réaumur a Rue de Turbigo byly prodlouženy. Přesto zůstal soubor poměrně úzkých ulic lemovaných starými budovami ze 17. a 18. století jako Rue Michel-le-Comte, Rue de Montmorency, Rue des Gravilliers, Rue au Maire.
Úzké středověké ulice v jižní části zůstaly zachovány až do 30. let a byly zničeny krátce před druhou světovou válkou. Tento prostor byl zastavěn až v 70. letech Quartier de l'Horloge a Centre Georges Pompidou.
I přes demolice za prefekta Haussmanna a mezi válkami se ve čtvrti dochovalo několik významných historických staveb – Dům Nicolase Flamela, bývalé převorství Saint-Martin-des-Champs, kostel Saint-Nicolas-des-Champs, Hôtel Beaubrun (Rue Michel-le-Comte), Hôtel d'Estrèes (Rue des Gravilliers), Hôtel d'Hallwyll, Hôtel Jean Bart (Rue du Chapon), Hôtel de Montmorency, Hôtel de Saint-Aignan, Hôtel de Vic (Rue du Temple), hrázděný dům č. 3 v Rue Volta a synagoga Nazareth.